# Brits declaratieschandaal
In 2009 brak een politiek schandaal uit in het Verenigd Koninkrijk, naar aanleiding van het declaratiegedrag van parlementsleden. In deze 'bonnetjesaffaire' kwamen verschillende ongeoorloofde declaraties aan het licht die enkele politieke kopstukken, waaronder speaker of the House Michael Martin, hun positie kostten.
De declaraties waarmee gesjoemeld werd betroffen kosten voor de tweede woning; van parlementsleden wordt verwacht dat zij in deeltijd in het eigen kiesdistrict wonen en in Londen, waar het parlement zetelt, en hiervoor werd in 2008-2009 een vergoeding van maximaal £24000 gegeven. Deze woonkosten moesten worden verantwoord en zouden worden gepubliceerd, gecensureerd om persoonsgegevens van parlementariërs geheim te houden. Weken voor de officiële publicatie bracht de Daily Telegraph echter al details van de declaraties naar buiten op basis van een gelekte, ongecensureerde lijst; details die, volgens BBC News, anders vermoedelijk niet aan licht zouden zijn gekomen. Onder andere woninginrichting, voedsel en rentes op reeds afbetaalde hypotheken bleken, tegen de regels in, te worden gedeclareerd als woonkosten.
Naar aanleiding van het schandaal werden de regels voor declaraties aangescherpt en werd een nieuw controleorgaan, de Independent Parliamentary Standards Authority (Ipsa) in het leven geroepen.